# البانز
البانز (به ایتالیایی: Albonese) یک سکونتگاه مسکونی در ایتالیا است که در استان پاویا واقع شده‌است.

## خصوصیات
البانز ۴٫۳ کیلومترمربع مساحت و ۴۹۲ نفر جمعیت دارد و ۱۱۳ متر بالاتر از سطح دریا واقع شده‌است.